# Merneith
Mer(yt)neith, qui signifie « Aimé(e) de Neith », est une reine d'Égypte de la Ire dynastie, épouse probable d'Ouadji et mère et régente de son successeur Den,.

## Généalogie
Deux titres de Merneith sont attestées :
- « La Première (des femmes) » (ḫnty) ; ce titre est courant parmi les reines de la Ire dynastie, faisant ainsi d'elle probablement l'épouse d'Oudaji[3],[1],[2] ;
- « Mère du roi » (mw.t-nsw) ; ce titre fait d'elle la mère de Den[3],[1],[2].

L'égyptologue Jean-Philippe Lauer propose une hypothèse de parenté : il la situe comme fille de l'Horus Djer,. L'égyptologue Jean-Pierre Pätznick propose quant à lui le fait qu'elle soit fille de Djer et de la reine Herneith, son époux Ouadji n'étant pas le fils du roi mais seulement l'époux de la reine porteuse de sang et donc de la légitimité.
|  |  |  |  |  |  |  |  |  |  |  |  |  |  | Djer   | Djer   | Djer   | Djer   | Djer   | Djer   |  |  |     |  |  |  |  |  |  |  | Herneith | Herneith | Herneith | Herneith | Herneith | Herneith |  |  |  |  |  |  |  |  |  |  |  |  |  |  |  |  |  |  |  |  |  |  |  |  |  |  |  |  |
|  |  |  |  |  |  |  |  |  |  |  |  |  |  | Djer   | Djer   | Djer   | Djer   | Djer   | Djer   |  |  |     |  |  |  |  |  |  |  | Herneith | Herneith | Herneith | Herneith | Herneith | Herneith |  |  |  |  |  |  |  |  |  |  |  |  |  |  |  |  |  |  |  |  |  |  |  |  |  |  |  |  |
|  |  |  |  |  |  |  |  |  |  |  |  |  |  |        |        |        |        |        |        |  |  |     |  |  |  |  |  |  |  |          |          |          |          |          |          |  |  |  |  |  |  |  |  |  |  |  |  |  |  |  |  |  |  |  |  |  |  |  |  |  |  |  |  |
|  |  |  |  |  |  |  |  |  |  |  |  |  |  |        |        |        |        |        |        |  |  |     |  |  |  |  |  |  |  |          |          |          |          |          |          |  |  |  |  |  |  |  |  |  |  |  |  |  |  |  |  |  |  |  |  |  |  |  |  |  |  |  |  |
|  |  |  |  |  |  |  |  |  |  |  |  |  |  | Ouadji | Ouadji | Ouadji | Ouadji | Ouadji | Ouadji |  |  |     |  |  |  |  |  |  |  | Merneith | Merneith | Merneith | Merneith | Merneith | Merneith |  |  |  |  |  |  |  |  |  |  |  |  |  |  |  |  |  |  |  |  |  |  |  |  |  |  |  |  |
|  |  |  |  |  |  |  |  |  |  |  |  |  |  | Ouadji | Ouadji | Ouadji | Ouadji | Ouadji | Ouadji |  |  |     |  |  |  |  |  |  |  | Merneith | Merneith | Merneith | Merneith | Merneith | Merneith |  |  |  |  |  |  |  |  |  |  |  |  |  |  |  |  |  |  |  |  |  |  |  |  |  |  |  |  |
|  |  |  |  |  |  |  |  |  |  |  |  |  |  |        |        |        |        |        |        |  |  |     |  |  |  |  |  |  |  |          |          |          |          |          |          |  |  |  |  |  |  |  |  |  |  |  |  |  |  |  |  |  |  |  |  |  |  |  |  |  |  |  |  |
|  |  |  |  |  |  |  |  |  |  |  |  |  |  |        |        |        |        |        |        |  |  | Den |  |  |  |  |  |  |  |          |          |          |          |          |          |  |  |  |  |  |  |  |  |  |  |  |  |  |  |  |  |  |  |  |  |  |  |  |  |  |  |  |  |

## Attestations
La reine est attestée par plusieurs documents :
- à Abydos :
  - la tombe Y de taille, dans la nécropole d'Oumm el Qa'ab, dans laquelle ont été découvertes ses deux stèles funéraires, des vases inscrits à son nom, des sceaux de jarre, ainsi que des étiquettes de son fils Den[7],[8],[1],[2],
  - les sceaux de la tombe T de Den, dans lesquels elle est citée dans la succession royale[1],[2],
  - l'enclos funéraire en lisière du désert à un kilomètre à l'est de la nécropole d'Oumm el Qa'ab[1],[2],
  - peut-être une étiquette fragmentaire découverte dans la tombe O de Djer[9] ;
- dans la nécropole de Saqqarah, le mastaba S3503 où ont été découverts des plats en pierre à son nom et treize sceaux montrant, côte à côte, le serekh de Djer surmonté du faucon Horus et le serekh de Meryt-Neith surmonté du symbole de la déesse Neith[10],
- probablement sur la pierre de Palerme, à la fin de la titulature de son fils Den, en tant que mère du roi[11].

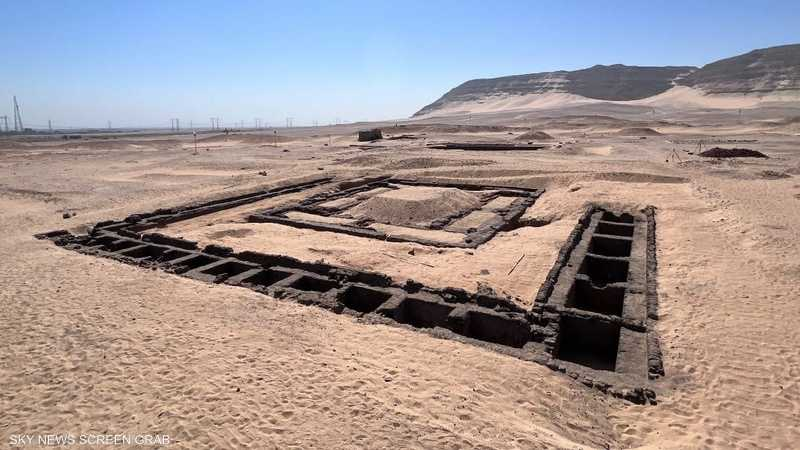
Tombe de la reine à Oumm el-Qa'ab.
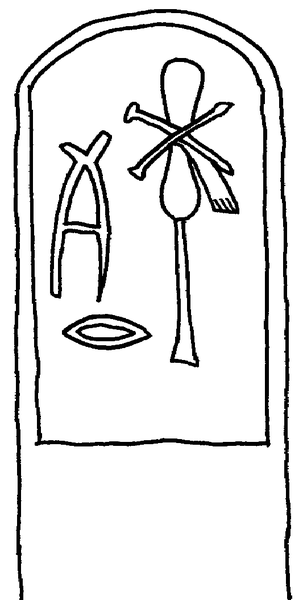
Dessin de l'une des stèles funéraires de Merneith.
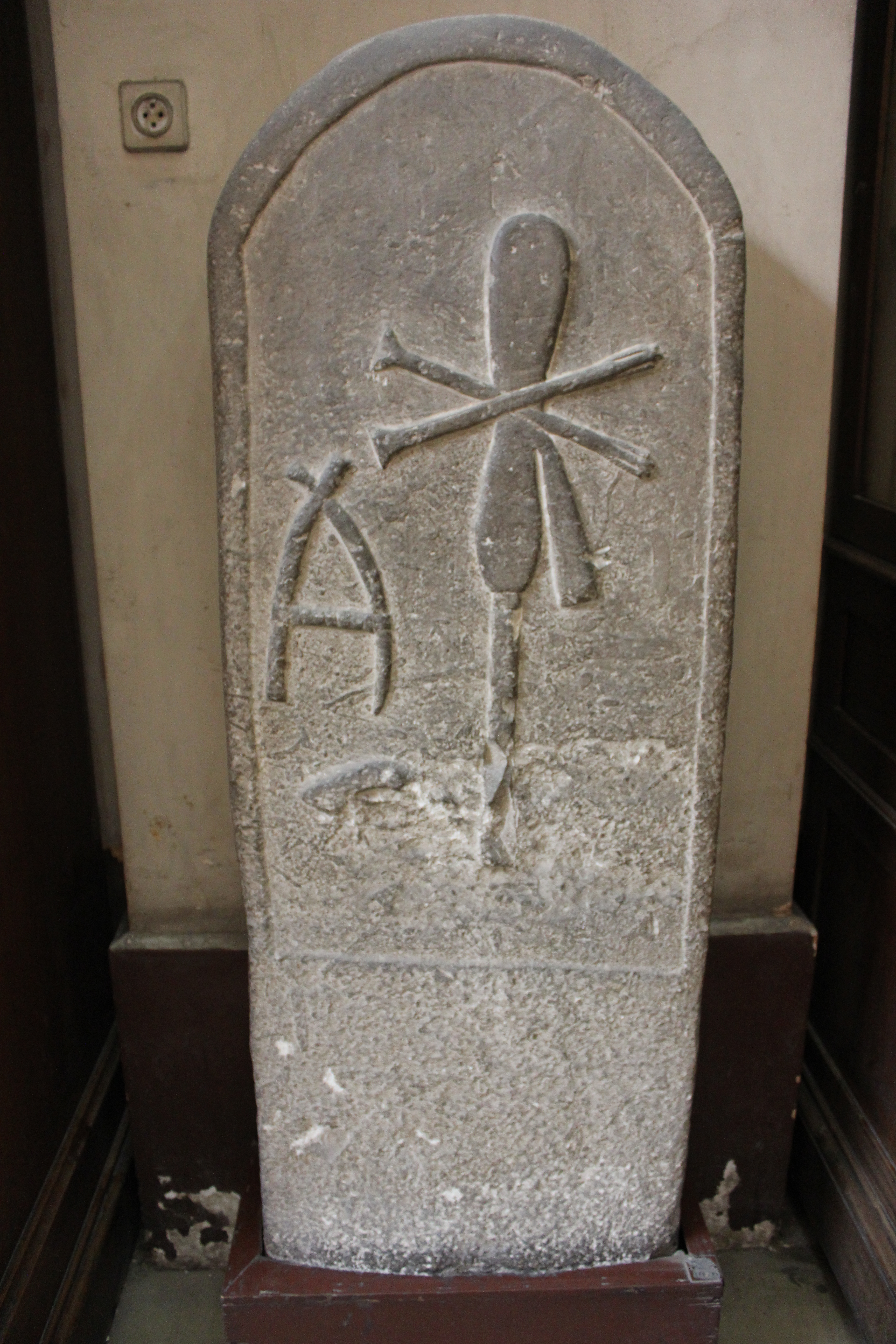
La seconde stèle funéraire. Musée égyptien du Caire (JE 34550).
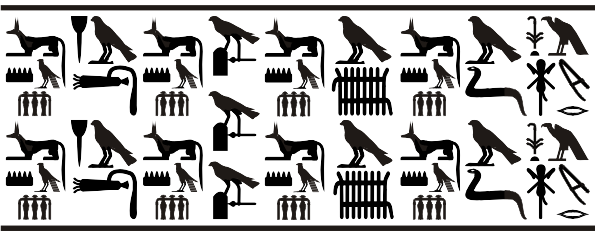
Dessin de l'empreinte de sceau découvert dans la nécropole de Den, avec une lecture de gauche à droite, nommant les quatre premiers rois, de Narmer à Djet/Ouadji, puis, en cinquième position, la régente Merneith.

## Biographie
Merneith serait devenue la régente de son jeune fils Den à la mort de son époux Djet. En effet, il est possible que son fils Den ait été trop jeune pour régner à la mort de Djet, et qu'elle ait donc exercé la régence jusqu'à ce que Den soit en âge de pouvoir exercer le pouvoir à son tour. Son nom a été inscrit sur deux sceaux de la tombe de Den avec les serekh des autres rois de la dynastie, de Narmer à Den et l'inscription « mère du roi Merneith » qui suit le nom de Den pour l'un, et de Narmer à Ouadji pour le second, le nom de ce dernier étant suivi de la même inscription « mère du roi Merneith ». De plus, dans la tombe S3503 à Saqqarah, son nom est inscrit dans un serekh surmonté du signe de Neith et à côté du serekh de Djer, quant à lui surmonté du faucon Horus. À ces éléments s'ajoutent la tombe de la reine de taille royale dans la nécropole royale d'Ouum el-Qa'ab, ainsi que l'enclos funéraire à la lisière du désert, construction par ailleurs réservée aux rois. Ces différents éléments montrent le statut extrêmement important qu'a eu la reine à cette époque. Il semble en tout cas qu'elle n'a pas été la première reine à avoir un statut élevé pendant la dynastie, la reine Neith-Hotep l'a peut-être précédée en tant que régente quelques générations auparavant,,.
Cependant, elle n'est pas citée sur le sceau découvert dans la tombe de Qâ et citant tous les rois de la dynastie de Narmer à Qâ lui-même. De plus, elle n'est pas citée dans les listes royales postérieures. Ceci montre qu'elle n'a jamais été considérée comme souveraine, ce qu'ont été Néférousobek au Moyen Empire, ainsi qu'Hatchepsout et Taousert au Nouvel Empire,.

## Sépulture

Plan de la tombe de Merneith.

À Abydos, la tombe de Merneith, habituellement nommée Tombe Y, a été découverte dans une zone associée à d'autres pharaons de la Ire dynastie, dans la nécropole d'Oumm el-Qa'ab. Deux stèles de pierre identifiant la tombe comme étant la sienne ont été trouvées sur le site. En 1900, Flinders Petrie a découvert la tombe de Merneith et, en raison de sa nature, a cru qu'elle appartenait à un pharaon inconnu jusqu'alors. La tombe a été fouillée et il s'est avéré qu'elle contenait une grande chambre souterraine, revêtue de briques crues, entourée de rangées de petites sépultures satellites, avec quarante-et-une tombes subsidiaires pour les serviteurs, l'enterrement de ces derniers auprès de leur souverain étant une pratique courante pendant la dynastie. Un grand nombre d'animaux sacrifiés ont également été enterrés dans son complexe funéraire, ce qui est un autre honneur accordé aux pharaons qui fournissait au souverain des animaux puissants pour la vie éternelle. Dans sa tombe, les archéologues ont également découvert un bateau funéraire. Ce complexe funéraire de la première dynastie était très important dans la tradition religieuse égyptienne et son importance s'est accrue au fur et à mesure que la culture perdurait,.
L'enclos funéraire de la reine était situé à près d'un kilomètre à l'est de la nécropole, juste à côté des enclos funéraires des autres rois. Près de soixante-dix-neuf tombes subsidiaires entourent cet enclos, comme c'était déjà le cas des enclos funéraires des autres rois,.
Ainsi, que ce soit la tombe ou l'enclos, la reine a eu un privilège véritablement royal malgré le fait qu'elle n'a jamais été la souveraine officielle du pays,.